# Prințul Hussein bin Al Abdullah
Prințul Moștenitor Hussein bin Abdullah (n. 28 iunie 1994) este fiul cel mare al regelui Abdullah al II-lea al Iordaniei și al reginei Rania a Iordaniei. Face parte din familia hașemită.
A fost numit Prinț Moștenitor printr-un decret regal publicat la 2 iulie 2009. Daca va accede la tron, va fi cunoscut ca regele Hussein al II-lea.
Hussein și-a completat educația la Academia Regelui, care a fost fondată de tatăl său și deschisă în 2007, la timp pentru ca Hussein să facă parte din prima promoție. În prezent studiază la Universitatea Georgetown. 